# خرت اوملوپ
خرت اوملوپ (انگلیسی: Geert Omloop؛ زادهٔ ۱۲ فوریهٔ ۱۹۷۴) دوچرخه‌سوار اهل بلژیک است.
از باشگاه‌هایی که در آن بازی کرده‌است می‌توان به سایکل کولستروپ اشاره کرد.